# Tenderness
Tenderness från 1995 är ett musikalbum med Peter Gullin Trio. Albumet tilldelades OrkesterJournalens "Gyllene Skivan" för år 1992.

## Låtlista
1. All the Things You Are (Jerome Kern/Oscar Hammerstein) – 7:35
2. Tenderness (Peter Gullin) – 4:08
3. Hip Hop (Peter Gullin) – 4:00
4. Melodi (Wilhelm Stenhammar) – 2:12
5. I Love You (Cole Porter) – 7:18
6. Understand It (Ole Rasmussen) – 4:27
7. Just Friends (John Klenner/Sam Lewis) – 6:41
8. Here, There and Everywhere (John Lennon/Paul McCartney) – 3:18
9. Ain't Misbehavin' (Fats Waller/Harry Brooks/Andy Razaf) – 4:35
10. Happiness (Peter Gullin) – 5:47
11. David dansar på gatan (Håkan Larsson) – 4:37
12. Vaggvise vals (Håkan Larsson) – 4:05
13. Songe d'automne (Django Reinhardt) – 5:49
14. My Funny Valentine (Richard Rodgers/Lorenz Hart) – 7:14
15. Miss M.C. (Ole Rasmussen) – 3:38

## Medverkande
- Peter Gullin – tenor- & barytonsax
- Jacob Fischer – gitarr
- Ole Rasmussen – bas